# Marcel Denis (striptekenaar)
Marcel Denis (15 februari 1923 - 18 maart 2002) is een Belgische striptekenaar die vooral bekendstaat om zijn humoristische tekeningen en strips.
Marcel Denis begon in de jaren 40 als illustrator bij bladen zoals Le Moustique, La Vie au Foyer en Le Soir Illustré. Vanaf 1947 maakte hij zijn eerste strips, waaronder "Le Professeur Vianrose", uitgegeven door L'Optimiste en "Jim et Bill Butterson, detectives", door La Défense Sociale. In 1952 ging hij werken bij Dupuis, de toenmalige topuitgeverij van het Belgische stripland. Daar letterde hij de strips van anderen.
In 1957 ging hij werken bij de studio geleid door André Franquin (Robbedoes en Kwabbernoot, Marsupilami, Guust). Ook Roba (Billie en Bollie) en Jidéhem (Guust Flater, Sofie) gingen bij die studio werken. Daar schreef hij twee kleine verhalen van Robbedoes en Kwabbernoot en creëerde hij tezamen met de overigen daar "Les Boumptérix". Daarvoor schreef hij echter wel onder het pseudoniem Ley Kip. 
Voor het tijdschrift Robbedoes maakte hij de komische verhalen van "Les Frères Clips". In 1960 / 1961 nam hij de reeks Baard en Kale over van Will. Voor deze serie schreef en tekende hij twee verhalen, Baard en Kale in Hollywood (1960) en Schiet niet op het zeepaardje (1961). Deze verhalen verschenen in Robbedoes, maar moesten wachten tot 2023 om in albumvorm te verschijnen in de integralenreeks van uitgeverij Arboris. Hierin werd tevens het onafgemaakte verhaal De worsten van doctor Snoss van 13 pagina's in opgenomen. 
Van 1964 tot 1971 werd hij huisscenarist van Marcel Remacle, om de scenario's te verzorgen van Ouwe Niek & Zwartbaard en Hultrasson. 
In 1971 nam hij afscheid van de stripwereld om zich te richten op de schilderkunst. Hij overleed op 79-jarige leeftijd.
- Bibliothèque nationale de France: cb178519368 (data)
- Gemeinsame Normdatei: 1309263604
- International Standard Name Identifier: 0000 0003 9590 9710
- Nederlandse Thesaurus van Auteursnamen: 329486675
- Virtual International Authority File: 290663810
- WorldCat: E39PBJkTd7gx3rVgc97RjBT8md